# 天津饭

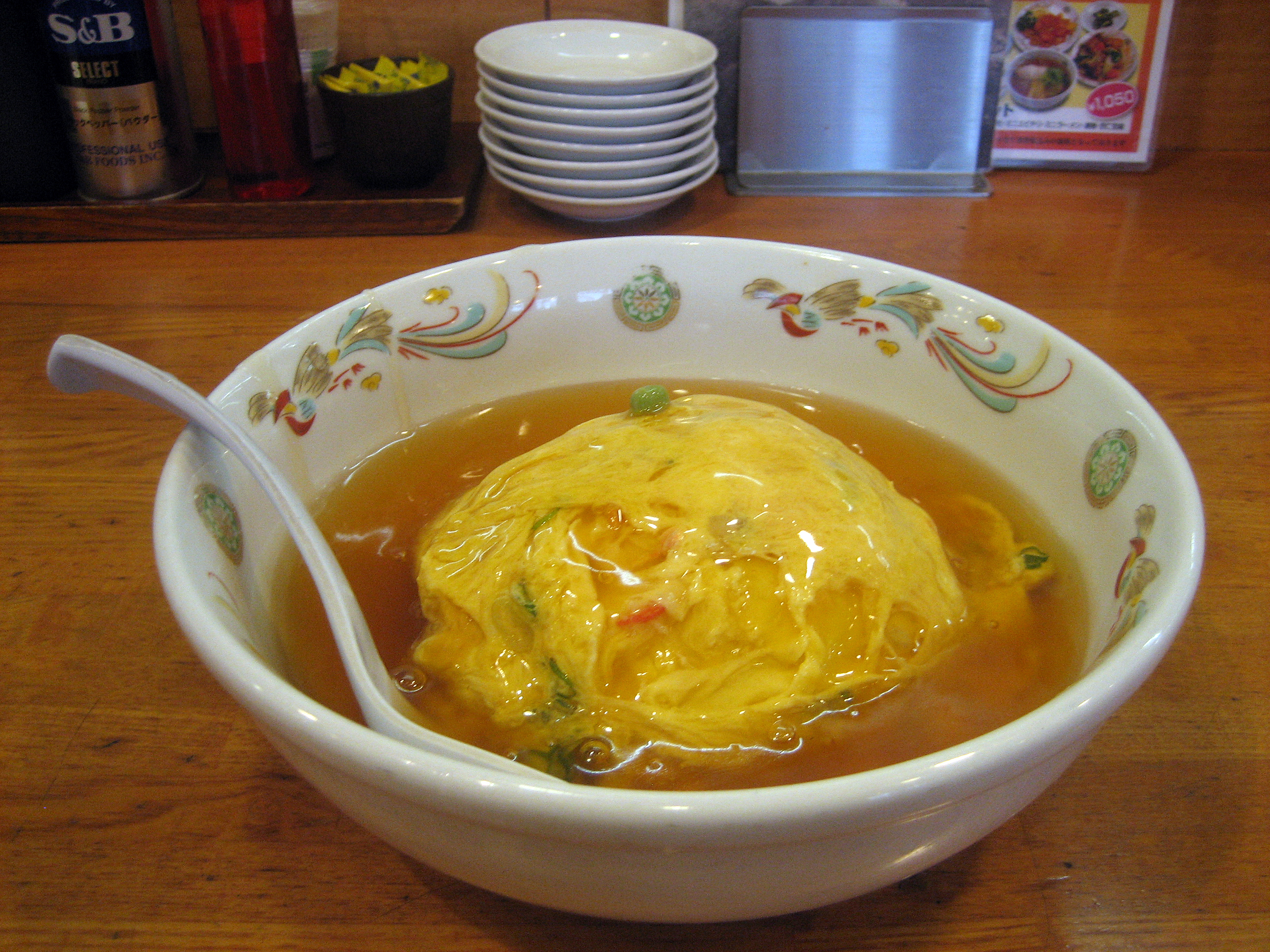
天津飯／天津丼（京都王将）

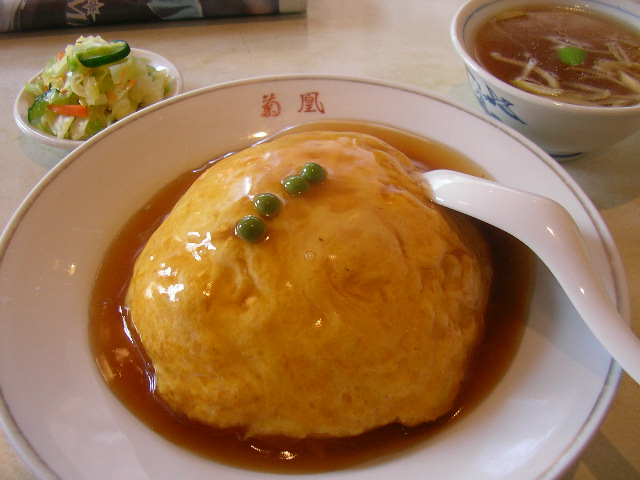
銀座的天津飯

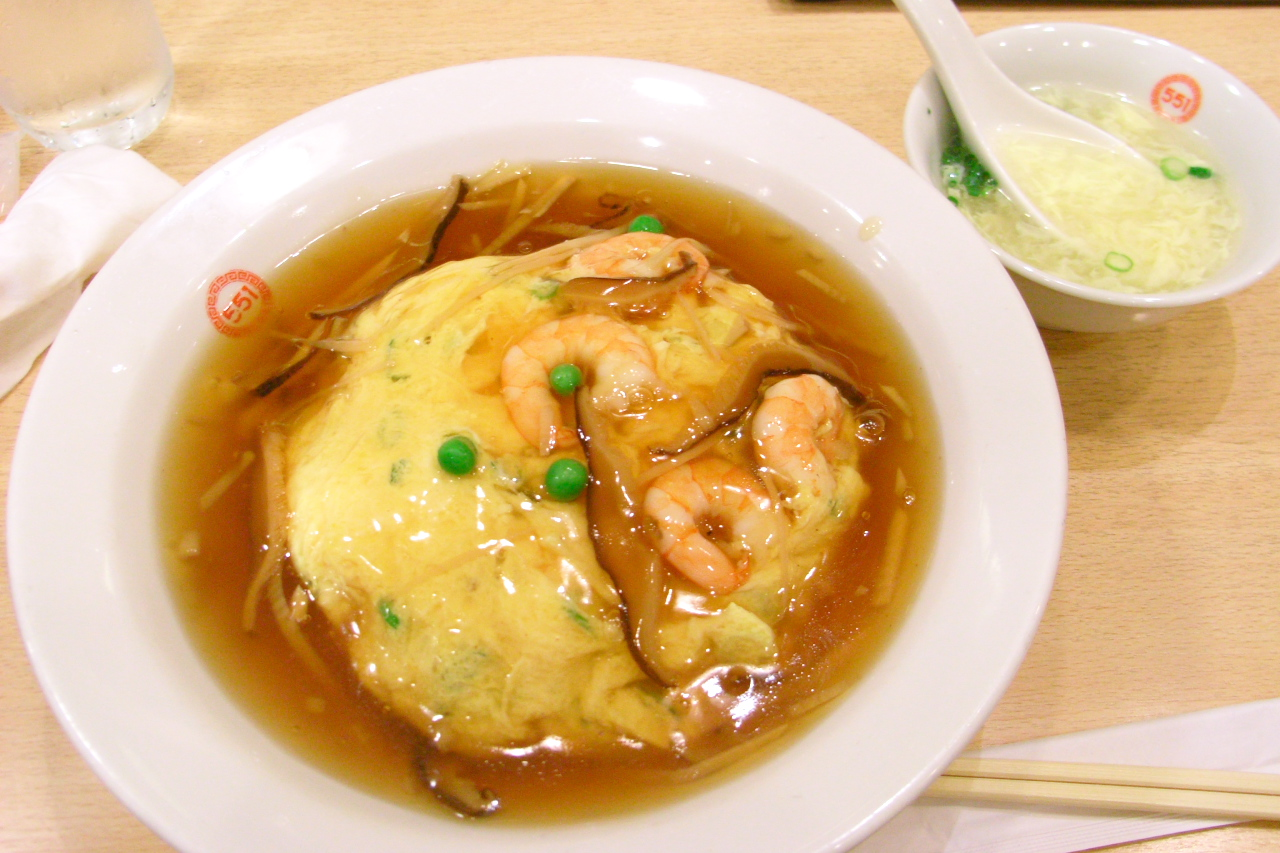
大阪的天津飯

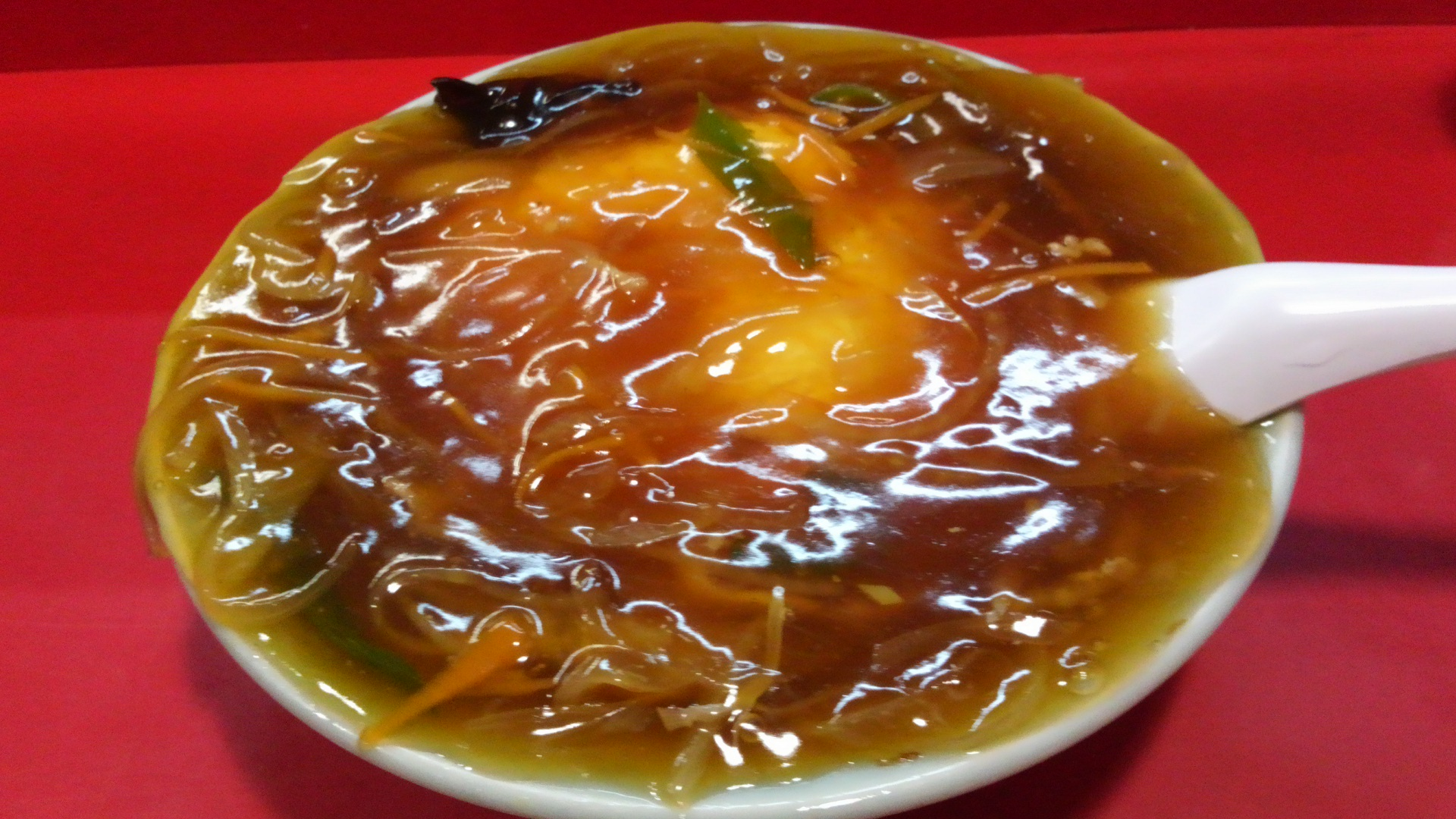
廣島市的天津飯

天津飯（日语：／ tenshin han */?），又名蟹玉丼（／ kani tama don），是日式中國菜的菜餚之一，即鍋塌蟹蛋蓋飯，由日本华人發明，關東稱、關西稱。

## 發源
发明人据考证为天津廚師馬蓮慧，但也有其它说法，比如“來來軒説”和“大正軒説”。
虽然天津本地也有与其类似的做法锅塌盖饭，稱之为“锅塌里脊”及“锅塌盖饭”，区别主要为鍋塌里脊只用雞蛋和猪的里脊肉兩樣配料，而日本天津飯則會使用蟹肉、虾仁、青豆、豆芽菜、高麗菜等豐富的配菜。目前並无确实证据证明天津饭与锅塌盖饭之间有傳承关系。

## 特徵
天津饭有点像蛋包饭，做法是将蟹肉蟹黄加入雞蛋，加上大量芽菜，虾仁，放上米饭，再打个厚厚的芡汁便成。在日式的中华料理內，天津饭是一道很著名的菜，但是在天津没有与之完全相对应的菜。鍋塌是比煎放稍多油煎雙面的一種手法，若只煎單面則稱為鍋貼，與鍋貼相同為開封菜。
正統的中國料理裡，除了天津菜的锅塌料理以外，与其接近的还有广式菜肴“滑蛋芙蓉饭”，但这道菜与天津饭相比少了芽菜，蟹黄和蟹肉也比较少见，并且勾芡的淀粉不多，是白色而不是酱油色。